# Kabardinka
Kabardinka (ros. Кабардинка) – wieś (ros. село, trb. sieło) w Rosji, w Kraju Krasnodarskim, nad Morzem Czarnym.
Według danych z 2002 miejscowość zamieszkują głównie Rosjanie (71,8%) i Grecy (18,5%).